# Drosophila neoelegans
Drosophila neoelegans är en tvåvingeart som beskrevs av Gupta och Singh 1978. Drosophila neoelegans ingår i släktet Drosophila och familjen daggflugor.
Artens utbredningsområde är Indien.